# Червеното джудже
„Червеното джудже“ (на английски: Red Dwarf) е британски сериал, научнофантастична комедия, която главно се състои от телевизионен ситком, който се излъчва по Би Би Си през 1988 до 1999 г. и по Dave през 2009 г., спечелвайки култ след това.
Поредицата е създадена от Роб Грант и Дъг Нейлър. В допълнение към телевизионните епизоди има четири романа, радио версия, адаптирана от аудиокнигите, два пилотни епизода за американска версия на предаването, вратовръзки в книги, списания и други стоки.

## „Червеното джудже“ В България
В България първоначално се излъчва седми сезон по bTV Comedy на 13 юли 2019 г. Дублажът е на студио VMS. Ролите се озвучават от Нина Гавазова, Стефан Димитриев, Георги Стоянов, Светломир Радев и Росен Русев.